# Elecciones municipales de 2016 en Copiapó
Las elecciones municipales de Copiapó de 2016 se realizaron el 23 de octubre de 2016, así como en todo Chile, para elegir a los responsables de la administración local, es decir, de las comunas. En el caso de la capital de la Región de Atacama, esta elige a su alcalde y a 8 concejales.

## Primarias de la Nueva Mayoría
La primaria de la Nueva Mayoría tuvo lugar el 19 de junio de 2016, y sus resultados fueron los siguientes: 
| #                          | Candidato                         | Partido                    | Votos | %      | Resultado |
| -------------------------- | --------------------------------- | -------------------------- | ----- | ------ | --------- |
| 1.                         | Ibar Espinoza Saavedra            | PSCH                       | 2.800 | 35,04% |           |
| 2.                         | José Bernardino Fernández Quevedo | PPD                        | 865   | 10,82% |           |
| 3.                         | Abel Daniel Olmos Sarria          | PDC                        | 390   | 4,88%  |           |
| 4.                         | Marcos Rodrigo López Rivera       | IND                        | 3.713 | 46,47% | Candidato |
| Votos válidamente emitidos | Votos válidamente emitidos        | Votos válidamente emitidos | 7.768 | 97,21% |           |
| Votos nulos                | Votos nulos                       | Votos nulos                | 163   | 2,04%  |           |
| Votos en blanco            | Votos en blanco                   | Votos en blanco            | 60    | 0,75%  |           |
| Total de votos             | Total de votos                    | Total de votos             | 7991  | 100%   |           |
| Fuente: Servel             |                                   |                            |       |        |           |

El ganador de la primaria, Marcos López (PS), sería finalmente inscrito como el candidato de la Nueva Mayoría.

## Candidatos
El 7 de agosto de 2016 el Servicio Electoral publicó las candidaturas aceptadas y rechazadas.

### Alcalde
En definitiva, se inscribieron 10 candidaturas a alcalde.
| Poder Ecologista y Ciudadano | Poder Ecologista y Ciudadano | Nueva Mayoría | Nueva Mayoría | Chile Vamos                     | Chile Vamos                     | Amplitud        | Amplitud     | Yo Marco por el Cambio | Yo Marco por el Cambio |
| ---------------------------- | ---------------------------- | --- | --- | ------------------------------- | ------------------------------- | --------------- | ------------ | ---------------------- | ---------------------- |
|                              |                              | | |                                 |                                 |                 |              |                        |                        |
| Inti Salamanca               | Poder                        | Marcos López | PS | Johanna Fernández               | Evópoli                         | Carlos Chanampa | Amplitud     | Jaime Vargas           | FREP                   |
| Abogado.                     | Abogado.                     | Concejal por Copiapó (1992-1996), exalcalde de Copiapó (1996-2008), consejero regional por la circunscripción electoral de Copiapó. (2014-2016). | Concejal por Copiapó (1992-1996), exalcalde de Copiapó (1996-2008), consejero regional por la circunscripción electoral de Copiapó. (2014-2016). | Presidenta Regional de Evópoli. | Presidenta Regional de Evópoli. | Folclorista.    | Folclorista. | Martillero Público.    | Martillero Público.    |

| Candidatura independiente | Candidatura independiente | Candidatura independiente              | Candidatura independiente              | Candidatura independiente         | Candidatura independiente         | Candidatura independiente                                                                                                | Candidatura independiente                                                                                                | Candidatura independiente | Candidatura independiente |
| ------------------------- | ------------------------- | -------------------------------------- | -------------------------------------- | --------------------------------- | --------------------------------- | --- | --- | ------------------------- | ------------------------- |
|                           |                           |                                        |                                        |                                   |                                   | | |                           |                           |
| Luis Marcos               | Luis Marcos               | Maglio Cicardini                       | Maglio Cicardini                       | Christian Guzmán                  | Christian Guzmán                  | Sofía Cid | Sofía Cid | Omar Aciar                | Omar Aciar                |
| Empresario.               | Empresario.               | Actual alcalde de Copiapó (2008-2016). | Actual alcalde de Copiapó (2008-2016). | Concejal por Copiapó (2000-2004). | Concejal por Copiapó (2000-2004). | Seremi de Economía por Atacama (2010-2014), consejera regional por la circunscripción provincial de Copiapó (2014-2016). | Seremi de Economía por Atacama (2010-2014), consejera regional por la circunscripción provincial de Copiapó (2014-2016). | Ingeniero Mecánico.       | Ingeniero Mecánico.       |

### Concejales
En Copiapó se eligen 8 concejales.
| B. Nueva Mayoría para Chile - Subpacto PS e Independientes - Partido Socialista - 11. Miguel Carvajal - 12. Sergio Chávez - 13. Horst Kallens - 14. Benyork Páez - Subpacto PDC-Independientes - Partido Demócrata Cristiano - 15. Cristian González - 16. Abel Olmos - 17. Jaime Vargas - 18. Mario Catalán C. Poder Ecologista y Ciudadano - Poder Ecologista Verde - 19. María Nara - Pacto Poder Ecologista Y Ciudadano - Independientes - 20. Juan Rico - 21. Paloma Fernández - 22. Daniel Alfaro - 23. Nelson Neira - 24. Pedro Castelli - 25. Elvin Montalvan G. Con la Fuerza del Futuro - Subpacto IC, MAS Región E Independientes - Partido Izquierda Ciudadana De Chile - 26. Jorge Oyarce - 27. María Vivar - Independientes - 28. Hugo Bugueño - 29. Eduardo Barrionuevo - Subpacto PRSD e Independientes - PARTIDO Radical Socialdemócrata - 30. Luis Santoni - 31. Manuel Isasmendi - Independientes - 32. Omar Luz - 33. Carola Díaz | H. Chile Vamos RN e Independientes - Renovación Nacional - 34. Mario Bordoli - 35. Juan Carlos Mellibovsky - 36. Vittorio Ghiglino - 37. Silvia Álvarez - 38. Francisco Salamanca - 39. Marisela Vergara - Independientes - 40. Luis Moya - 41. Nibaldo Rojas I. Chile Quiere Amplitud - Amplitud - 42. Pablo Rojas - 43. Fernando Poblete - 44. Esteban Troncoso J. Chile Vamos PRI-Evópoli-Independientes - Subpacto PRI e Independientes - Partido Regionalista Independiente - 45. John Vásquez - Independientes - 46. Rossana Del Pilar Muñoz - 47. Miguel Araya - 48. Nora Godoy - 49. Magaly Milla - Subpacto Evópoli-Independientes - Evolución Política - 50. Osvaldo Carrillo - 51. Alejandro Olave - Independientes - 52. Luis Cortez L. Chile Vamos UDI-Independientes - Unión Demócrata Independiente - 53. Javier Mujica - 54. Josue Varas - 55. Daniel Monardes - Independientes - 56. Ilia Carmona - 57. Juana Contreras - 58. Paola Caballero | O. Yo Marco por el Cambio - Subpacto PRO e Independientes - Partido Progresista - 59. Edward Delgado - 60. Luis Orrego - 61. Jorge Reyes - 62. Milton Morales - Independientes - 63. Paulina Gómez - Subpacto FREP-Independientes - Frente Regional Y Popular - 64. Sandra Guerra - 65. Elizabeth Roberts - 66. Sandra Roncagliolo S. Nueva Mayoría por Chile - Subpacto PCCH e Independientes - Partido Comunista De Chile - 67. Rosa Ahumada - 68. María Noemi - 69. Wilson Chinga - 70. Francisco Collao - Independientes - 71. Juan Castillo - Subpacto PPD e Independientes - Partido Por La Democracia - 72. Carlos Pérez - Independientes - 73. Octavio Meneses |

## Resultados

### Elección de alcalde
| Candidato                   | Pacto                           | Partido                    | Votos  | %      | Resultado |
| --------------------------- | ------------------------------- | -------------------------- | ------ | ------ | --------- |
| Inti Salamanca Fernández    | Poder Ecologista y Ciudadano    | Poder                      | 2.783  | 7,07%  |           |
| Marcos López Rivera         | Nueva Mayoría                   | PS                         | 11.658 | 29,60% | Alcalde   |
| Johanna Fernández Rodríguez | Chile Vamos                     | Evópoli                    | 636    | 1,61%  |           |
| Carlos Chanampa Bordones    | Chile Quiere Amplitud           | Amplitud                   | 413    | 1,05%  |           |
| Jaime Vargas Guerra         | Yo Marco por el Cambio          | FREP                       | 689    | 1,75%  |           |
| Luis Gabriel Marcos Pérez   | Independientes (Fuera de pacto) | IND                        | 1.940  | 4,93%  |           |
| Maglio Cicardini Neyra      | Independientes (Fuera de pacto) | IND                        | 10.354 | 26,29% |           |
| Christian Guzmán Rojas      | Independientes (Fuera de pacto) | IND                        | 3.681  | 9,35%  |           |
| Sofía Cid Versalovic        | Independientes (Fuera de pacto) | IND                        | 6.656  | 16,90% |           |
| Omar Aciar Jeraldo          | Independientes (Fuera de pacto) | IND                        | 575    | 1,46%  |           |
| Votos válidamente emitidos  | Votos válidamente emitidos      | Votos válidamente emitidos | 39.385 | 97,74% |           |
| Votos nulos                 | Votos nulos                     | Votos nulos                | 537    | 1,33%  |           |
| Votos en blanco             | Votos en blanco                 | Votos en blanco            | 375    | 0,93%  |           |
| Total de votos              | Total de votos                  | Total de votos             | 40.297 | 100%   |           |
| Fuente: Servel              |                                 |                            |        |        |           |

### Elección de concejales
| Candidato                  | Pacto                                  | Partido                    | Votos  | %      | Resultado |
| -------------------------- | -------------------------------------- | -------------------------- | ------ | ------ | --------- |
| Miguel Carvajal            | Nueva Mayoría para Chile               | PS                         | 1.451  | 3,92%  | Concejal  |
| Sergio Chávez              | Nueva Mayoría para Chile               | PS                         | 537    | 1,45%  |           |
| Horst Kallens              | Nueva Mayoría para Chile               | PS                         | 907    | 2,45%  |           |
| Benyork Páez               | Nueva Mayoría para Chile               | PS                         | 630    | 1,70%  |           |
| Cristian González          | Nueva Mayoría para Chile               | PDC                        | 802    | 2,17%  |           |
| Abel Olmos                 | Nueva Mayoría para Chile               | PDC                        | 326    | 0,88%  |           |
| Jaime Vargas               | Nueva Mayoría para Chile               | PDC                        | 240    | 0,65%  |           |
| Mario Catalán              | Nueva Mayoría para Chile               | PDC                        | 189    | 0,51%  |           |
| María Nara                 | Poder Ecologista y Ciudadano           | PEV                        | 607    | 1,64%  |           |
| Juan Rico                  | Poder Ecologista y Ciudadano           | IND                        | 1.220  | 3,30%  |           |
| Paloma Fernández           | Poder Ecologista y Ciudadano           | IND                        | 1.494  | 4,04%  | Concejal  |
| Daniel Alfaro              | Poder Ecologista y Ciudadano           | IND                        | 188    | 0,51%  |           |
| Nelson Neira               | Poder Ecologista y Ciudadano           | IND                        | 208    | 0,56%  |           |
| Pedro Castelli             | Poder Ecologista y Ciudadano           | IND                        | 302    | 0,82%  |           |
| Elvin Montalvan            | Poder Ecologista y Ciudadano           | IND                        | 425    | 1,15%  |           |
| Jorge Oyarce               | Con la Fuerza del Futuro               | IC                         | 187    | 0,51%  |           |
| María Vivar                | Con la Fuerza del Futuro               | IC                         | 224    | 0,61%  |           |
| Hugo Bugueño               | Con la Fuerza del Futuro               | IND                        | 1.019  | 2,75%  |           |
| Eduardo Barrionuevo        | Con la Fuerza del Futuro               | IND                        | 418    | 1,13%  |           |
| Luis Santoni               | Con la Fuerza del Futuro               | PRSD                       | 457    | 1,24%  |           |
| Manuel Isasmendi           | Con la Fuerza del Futuro               | PRSD                       | 391    | 1,06%  |           |
| Omar Luz                   | Con la Fuerza del Futuro               | IND                        | 1.551  | 4,19%  | Concejal  |
| Carola Díaz                | Con la Fuerza del Futuro               | IND                        | 419    | 1,13%  |           |
| Mario Bordoli              | Chile Vamos RN e Independientes        | RN                         | 2.032  | 5,49%  | Concejal  |
| Juan Carlos Mellibovsky    | Chile Vamos RN e Independientes        | RN                         | 623    | 1,68%  |           |
| Vittorio Ghiglino          | Chile Vamos RN e Independientes        | RN                         | 813    | 2,20%  |           |
| Silvia Álvarez             | Chile Vamos RN e Independientes        | RN                         | 367    | 0,99%  |           |
| Francisco Salamanca        | Chile Vamos RN e Independientes        | RN                         | 473    | 1,28%  |           |
| Marisela Vergara           | Chile Vamos RN e Independientes        | RN                         | 301    | 0,81%  |           |
| Luis Moya                  | Chile Vamos RN e Independientes        | IND                        | 314    | 0,85%  |           |
| Nibaldo Rojas              | Chile Vamos RN e Independientes        | IND                        | 577    | 1,56%  |           |
| Pablo Rojas                | Chile Quiere Amplitud                  | AMPLITUD                   | 470    | 1,27%  |           |
| Fernando Poblete           | Chile Quiere Amplitud                  | AMPLITUD                   | 48     | 0,13%  |           |
| Esteban Troncoso           | Chile Quiere Amplitud                  | AMPLITUD                   | 118    | 0,32%  |           |
| John Vásquez               | Chile Vamos PRI-Evópoli-Independientes | PRI                        | 217    | 0,59%  |           |
| Rossana Del Pilar Muñoz    | Chile Vamos PRI-Evópoli-Independientes | IND                        | 426    | 1,15%  |           |
| Miguel Araya               | Chile Vamos PRI-Evópoli-Independientes | IND                        | 145    | 0,39%  |           |
| Nora Godoy                 | Chile Vamos PRI-Evópoli-Independientes | IND                        | 1.658  | 4,48%  |           |
| Magaly Milla               | Chile Vamos PRI-Evópoli-Independientes | IND                        | 2.160  | 5,84%  | Concejal  |
| Osvaldo Carrillo           | Chile Vamos PRI-Evópoli-Independientes | EVOPOLI                    | 230    | 0,62%  |           |
| Alejandro Olave            | Chile Vamos PRI-Evópoli-Independientes | EVOPOLI                    | 179    | 0,48%  |           |
| Luis Cortes                | Chile Vamos PRI-Evópoli-Independientes | IND                        | 213    | 0,58%  |           |
| Javier Mujica              | Chile Vamos UDI-Independientes         | UDI                        | 475    | 1,28%  |           |
| Josue Varas                | Chile Vamos UDI-Independientes         | UDI                        | 162    | 0,44%  |           |
| Daniel Monardes            | Chile Vamos UDI-Independientes         | UDI                        | 190    | 0,51%  |           |
| Ilia Carmona               | Chile Vamos UDI-Independientes         | IND                        | 989    | 2,67%  |           |
| Juana Contreras            | Chile Vamos UDI-Independientes         | IND                        | 181    | 0,49%  |           |
| Paola Caballero            | Chile Vamos UDI-Independientes         | IND                        | 196    | 0,53%  |           |
| Edward Delgado             | Yo Marco por el Cambio                 | PRO                        | 574    | 1,55%  |           |
| Luis Orrego                | Yo Marco por el Cambio                 | PRO                        | 1.156  | 3,12%  | Concejal  |
| Jorge Reyes                | Yo Marco por el Cambio                 | PRO                        | 219    | 0,59%  |           |
| Milton Morales             | Yo Marco por el Cambio                 | PRO                        | 231    | 0,62%  |           |
| Paulina Gómez              | Yo Marco por el Cambio                 | IND                        | 192    | 0,52%  |           |
| Sandra Guerra              | Yo Marco por el Cambio                 | FREP                       | 221    | 0,60%  |           |
| Elizabeth Roberts          | Yo Marco por el Cambio                 | FREP                       | 121    | 0,33%  |           |
| Sandra Roncagliolo         | Yo Marco por el Cambio                 | FREP                       | 200    | 0,54%  |           |
| Rosa Ahumada               | Nueva Mayoría por Chile                | PCCH                       | 3.049  | 8,24%  | Concejal  |
| María Noemi                | Nueva Mayoría por Chile                | PCCH                       | 595    | 1,61%  |           |
| Wilson Chinga              | Nueva Mayoría por Chile                | PCCH                       | 1.093  | 2,95%  | Concejal  |
| Francisco Collao           | Nueva Mayoría por Chile                | PCCH                       | 296    | 0,80%  |           |
| Juan Castillo              | Nueva Mayoría por Chile                | IND                        | 457    | 1,24%  |           |
| Carlos Pérez               | Nueva Mayoría por Chile                | PPD                        | 417    | 1,13%  |           |
| Octavio Meneses            | Nueva Mayoría por Chile                | IND                        | 428    | 1,16%  |           |
| Votos válidamente emitidos | Votos válidamente emitidos             | Votos válidamente emitidos | 36.998 | 92,76% |           |
| Votos nulos                | Votos nulos                            | Votos nulos                | 1.421  | 3,56%  |           |
| Votos en blanco            | Votos en blanco                        | Votos en blanco            | 1.468  | 3,68%  |           |
| Total de votos             | Total de votos                         | Total de votos             | 39.887 | 100%   |           |
| Fuente: Servel             |                                        |                            |        |        |           |